# Insuperables
Insuperables fue un programa de televisión producido por Gestmusic y emitido en La 1 de Televisión Española.

## Equipo
Presentado por Carolina Cerezuela, contó con un jurado formado por Santiago Segura, Pitingo y Ana Milán, que compartían las decisiones en cada programa con un personaje famoso diferente que tenía el papel de defensor del concursante.

## Formato
Se trata de un talent show en el que los concursantes deben mostrar ante el jurado sus capacidades en diferentes campos como música, humor, magia o acrobacias.

## Defensor del concursante
- Programas 1 y 8: Carlos Latre
- Programa 2: Yunke
- Programa 3: Almudena Cid
- Programa 4: Carlos Baute
- Programa 5: Llum Barrera
- Programa 6: Ruth Lorenzo
- Programa 7: David Bustamante
- Programa 9: Adriana Abenia
- Programa 10: María del Monte

## Episodios y audiencias
| Temporada | Temporada | Episodios | Estreno            | Final                | Audiencia media | Audiencia media | Audiencia media |
| Temporada | Temporada | Episodios | Estreno            | Final                | Espectadores    | Cuota           |                 |
| --------- | --------- | --------- | ------------------ | -------------------- | --------------- | --------------- | --------------- |
|           | 1         | 10        | 6 de julio de 2015 | 31 de agosto de 2015 | 1 172 000       | 9,6%            |                 |

### Temporada 1 (2015)
| N.º (serie) | N.º (temp.) | Título                                         | Fecha de emisión     | Audiencia         |
| ----------- | ----------- | ---------------------------------------------- | -------------------- | ----------------- |
| 1           | 1           | «Programa 1 / Elección de tres semifinalistas» | 6 de julio de 2015   | 1 444 000 (9,8%)  |
| 2           | 2           | «Programa 2 / Elección de tres semifinalistas» | 13 de julio de 2015  | 1 203 000 (8,3%)  |
| 3           | 3           | «Programa 3 / Elección de tres semifinalistas» | 20 de julio de 2015  | 1 103 000 (8,0%)  |
| 4           | 4           | «Programa 4 / Elección de tres semifinalistas» | 27 de julio de 2015  | 1 240 000 (9,1%)  |
| 5           | 5           | «Programa 5 / Elección de tres semifinalistas» | 3 de agosto de 2015  | 1 333 000 (10,8%) |
| 6           | 6           | «Programa 6 / Elección de tres semifinalistas» | 10 de agosto de 2015 | 1 219 000 (10,7%) |
| 7           | 7           | «Programa 7 / Elección de tres semifinalistas» | 17 de agosto de 2015 | 1 085 000 (10,2%) |
| 8           | 8           | «Programa 8 / Semifinal 1»                     | 24 de agosto de 2015 | 1 260 000 (10,0%) |
| 9           | 9           | «Programa 9 / Semifinal 2»                     | 24 de agosto de 2015 | 551 000 (11,0%)   |
| 10          | 10          | «Programa 10 / Final»                          | 31 de agosto de 2015 | 1 482 000 (10,9%) |

## PalmarésInsuperables
| Edición                       | Fecha | Ganador    | Subcampeón | Tercero | Cuarto       | Quinto       |
| ----------------------------- | ----- | ---------- | ---------- | ------- | ------------ | ------------ |
| Insuperables: Primera edición | 2015  | Acrodreams | Coro Agao  | Airshow | Fran Diabolo | Street Squad |